# Надпровідниковий магнітний акумулятор
Надпровідниковий магнітний акумулятор — пристрій, який зберігає енергію у магнітному полі, створеному постійним струмом у надпровідниковій котушці, яка охолоджена нижче критичної температури надпровідності. 
Типовий надпровідниковий магнітний акумулятор включає котушку з надпровідника, систему перетворення енергії та кріогенний холодильник. Після заряджання струм не згасає, і енергія магнітного поля зберігається без втрат.
Енергія, яка зберігається, може бути повернута у мережу при розряджанні котушки. Система перетворення енергії використовує інвертор/випрямляч для перетворення змінного струму у постійний та постійного у змінний.  Інвертор/випрямляч споживає 2-3% енергії при проходженні енергії у кожному напрямку.  Надпровідниковий магнітний акумулятор втрачає найменше енергії у порівнянні з іншими методами накопичення енергії.  Надпровідниковий магнітний акумулятор є високоефективним з ККД більше 95%.
Завдяки витратам енергії на охолодження і високу вартість надпровідникових провідників надпровідниковий магнітний акумулятор використовується для зберігання енергії на короткий час. Таким чином надпровідниковий магнітний акумулятор в основному призначений для покращення якості електроенергії.

## Переваги над іншими методами зберігання енергії
Основною перевагою надпровідникового магнітного акумулятора є мала затримка між заряджанням та розряджанням. Енергія може бути доступна майже миттєво, і може бути забезпечена  висока вихідна потужність протягом короткого періоду часу. Інші методи зберігання енергії, такі як гідроакумулююча електростанція або сховище енергії на стисненому повітрі мають істотну затримку при перетворенні збереженої потенційної енергії у електричну. Ще однією перевагою є те, що втрати енергії менші, ніж у інших методах зберігання, бо струм не зустрічає опору. Основні частини надпровідникового магнітного акумулятора нерухомі, що забезпечує високу надійність.

## Поточне використання
Існує декілька малих установок  надпровідникових магнітних акумуляторів, які доступні для комерційного використання і декілька більших для тестових проектів. Декілька  установок ємністю 1 МВт·год використовуються для керування якістю електроенергії по світу, особливо на виробництвах, які потребують особливо якісної електроенергії, такі як виробництва інтегральних схем.[джерело?]
Ці установки призначені для забезпечення стабільності розподільчих мереж.[джерело?]У північному Вісконсині розподілені установки надпровідникових магнітних акумуляторів розгорнуті для забезпечення стабільності по кільцю ліній електропередач.[джерело?] Лінія електропередач  схильна до великих, різких змін навантаження через роботу целюлозно-паперового комбінату, з можливістю неконтрольованих коливань і падіння напруги.
Тестова модель має ємність приблизно 20 МВт·год, здатна забезпечити потужність  40 МВт на 30 хвилин або 10 МВт потужності на 2 години.[джерело?]

## Розрахунок ємності
Енергія магнітного поля, яка зберігається у котушці з струмом дорівнює половині добутку індуктивності на квадрат струму.  
{\displaystyle E={\frac {1}{2}}LI^{2}}
Де 
E = енергія у джоулях;
L = індуктивність у Генрі;
I = струм у амперах
Представимо циліндричну котушку з провідниками з прямокутним перерізом  Середній радіус котушки - R. a та b — ширина та товщина провідника. f — функція форми, тому що змінюється для котушок різної форми. ξ (ксі) та δ (дельта) — два параметри, які харатеризують розміри котушки. Функція енергії від розмірів котушки, кількості витків та струму:
{\displaystyle E={\frac {1}{2}}RN^{2}I^{2}f\left(\xi ,\delta \right)}.
Де 
E =  енергія у джоулях
I = струм у амперах
f(ξ,δ) = функція від форми, джоулів на ампер-метр
N = кількість витків

## Соленоїд проти тороїда
Крім властивостей провідника, також важливим питанням є конфігурація самої котушки у аспекті машинобудування. Є три фактори, які впливають на конструкцію і форму котушки, а саме: стійкість до розтягнення, теплове стискання при охолодженні і сила Лоренца у зарядженій котушці. Стійкість до розтягнення важлива не через електричні ефекти, а через те, що вона визначає необхідність механічної підтримки котушки. Для невеликих систем, призначених для малого та середнього бізнесу, оптимістичним є значення 0,3% стійкості до розтягнення. Тороїдальна геометрія дозволяє зменшити зовнішні магнітні сили і, отже, зменшити розмір деталей механічної підтримки. Крім того, завдяки слабкому зовнішньому магнітному полю надпровідникові магнітні акумулятори тороїдальної конструкції можуть бути розташовані близько від корисного навантаження або споживача.
Для малих надпровідникових магнітних акумуляторів зазвичай використовується конструкція на основі соленоїда, тому що їх легко збирати і вони не потребують попередньої опресовки. У надпровідникових магнітних акумуляторах тороїдальної конструкції котушки завжди знаходяться під тиском зовнішніх обручів та двох дисків (зверху і знизу), які запобігають руйнуванню. Важливість механічних сил зростає по мірі збільшення розмірів надпровідникових магнітних акумуляторів, тому тороїдальна конструкція стає більш актуальною.
У старих концепціях великих надпровідникових магнітних акумуляторів зазвичай використовується соленоїд з маленьким співвідношенням сторін діаметром приблизно 100 м, заритим у землю. У концепціях надпровідникових магнітних акумуляторів екстремально малого розміру ємність близько 1 МДж.

## Низькотемпературні та високотемпературні надпровідники
У стаціонарних умовах і в надпровідному стані, опір котушки є незначним. Однак, холодильник, який потрібен для підтримання температури надпровідника вимагає електроенергії, і енергія для роботи холодильника повинна враховуватися при оцінці ефективності надпровідникового магнітного акумулятора як пристрою для зберігання енергії.
Хоча високотемпературні надпровідники мають більш високу критичну температуру, проникнення магнітного поля відбувається в помірних магнітних полях навколо більш низькій температурі, ніж ця критична температура. Тепло, яке повинне бути видалене за допомогою системи охолодження, включає теплопередачу через деталі механічної підтримки, теплове випромінювання від тепліших частин до більш холодних, втрати змінного струму в провіднику (під час заряджання і розряджання), нагрівання від вводів електричної енергії, які з’єднують котушку з системою перетворення енергії. Теплопередача радіацією та за рахунок теплопровідності може бути мінімізована шляхом правильного проектування теплих поверхонь. Теплопередача від вводів може бути мінімізована правильною конструкцією вводів. Втрати змінного струму в провіднику залежать від циклу заряджання/розряджання, конструкції провідника та потужності.
Витрати на охолодження для високотемпературних та низькотемпературних тороїдальних котушок для основних температур 77 K, 20 K, та 4.2 K збільшуються на порядок. Витрати визначаються як електрична потужність, необхідна для роботи холодильника. При збільшенні кількості енергії у 100 разів вартість зростає лише у 20 разів. Також економія на охолодженні для високотемпературних надпровідників більше (на 60% - 70%), ніж для низькотемпературних надпровідників.

## Вартість
Вибір між  високотемпературними та низькотемпературними надпровідниками залежить від економічної доцільності, оскільки існують інші основні компоненти, що визначають вартість надпровідникового магнітного акумулятора, такі як провідник, що складається з надпровідника та мідного стабілізатора, та деталі підтримки. Вони складають більшу частину вартості. Вони повинні оцінюватися з загальної ефективності і вартості пристрою. Інші компоненти, такі як вакуумна посудина, теплоізоляція складають малу частину витрат у порівнянні з вартістю котушки. Об'єднані витрати на провідники, конструкцію і холодильником для тороїдальних котушок переважають вартість надпровідника. Те ж відноситься і до котушок. Котушки з високотемпературних надпровідників коштують дорожче у 2-4 рази, ніж котушки з низькотемпературних надпровідників.
Вартість провідника переважає серед інших складових у всіх трьох випадках, які зазвичай розлядаються ( 2, 20 та 200 МВт·год), особливо важлива для котушок малих розмірів. Принципова причина полягає у густині струму високотемпературних та низькотемпературних надпровідників. Критичний струм у провіднику з високотемпературного надпровідника нижчий ніж у провіднику з низькотемпературного надпровідника при робочих магнітних полях (приблизно 5-10 Тл). Через те, що високотемпературні надпровідники мають менший критичний струм, ніж низькотемпературні, потрібно більше провідників для тієї ж індуктивності. Тим більше вартість високотемпературних надпровідників вища, ніж низькотемпературних. При збільшенні ємності надпровідникового магнітного акумулятора від  2 до 20 і далі до 200 МВт·год вартість низькотемпературного надпровідника зростає щоразу у 10 разів на кожному кроці. Вартість високотемпературного надпровідника зростає повільніше, але на сьогоднішній день все ще зависока.
Витрати на механічну конструкцію зростають рівномірно (у 10 разів при збільшенні ємності надпровідникового магнітного акумулятора від  2 до 20 і далі до 200 МВт·год) і для високотемпературних та низькотемпературних надпровідників. Але витрати для високотемпературних надпровідників вищі через їх меншу стійкість до розтягнення (кераміка не може витримати значних напружень), ніж для низькотемпературних, таких як Nb3Ti або Nb3Sn. Таким чином, для особливо великих виробів вартість високотемпературного надпровідника не може бути компенсована простим зменшенням розміру котушки у сильному магнітному полі.
Варто відзначити, що вартість холодильника у всіх випадках настільки мала, що відсоток економії, пов’язаний зі зниженням вимог до холодильника при вищій температурі, незначний. Це означає, що якщо високотемпературний надпровідник працює краще при низькій температурі, скажімо, 20K, то він, звичайно, працюватиме при ній. Для дуже малих установок, зниження вартості холодильника буде мати більш істотний позитивний вплив.
Очевидно, що ємність надпровідникових котушок зростає з об’ємом. Крім того, максимальний діаметр тороїдального акумулятора завжди менше на високотемпературних надпровідниках через роботу при сильніших магнітних полях. Для соленоїдів  висота або довжина і менше для котушок з високотемпературних надпровідників, але все ще значно вище, ніж для тороїдальної конструкції (через слабке зовнішнє магнітне поле).
Зростання пікового магнітного поля веде до зменшення і об’єму (завдяки вищій щільності енергії), і вартості (завдяки зменшенню довжини провідника котушки). Існує оптимальне значення пікового магнітного поля близько 7 Тл. Якщо поле вище оптимального подальше зменшення об’єму можливе з мінімальним збільшенням вартості. Межа, до якої поле може бути збільшене, як правило, не економічна, а фізична, і вона пов’язана з можливістю встановлення внутрішніх ніжок тороїда ближче одна до одної і при цьому наявності місця для компенсаційного циліндра.
Матеріал надпровідника є основною проблемою надпровідникових магнітних акумуляторів. Зусилля з розробки надпровідників спрямовані на збільшення критичного струму та стійкості до розтягнення при зниженні вартості виробництва.

## Технічні задачі
Вміст енергії в сучасних надпровідникових магнітних акумуляторах, як правило, дуже малий. Методи збільшення енергії, запасеної в надпровідникових магнітних акумуляторах часто включають масштабування. Як і в інші застосування надпровідників, надпровідникові магнітні акумулятори потребують кріогенних температур. Надійна механічна конструкція зазвичай потрібна, щоб утримувати дуже велику силу Лоренца, що утворюється у магнітній котушці. Переважаючою є вартість надпровідника, а потім в системи охолодження та іншої частини механічної конструкції.
- Механічна підтримка - потрібна через силу Лоренца.
- Розмір - для досягнення комерційно прийнятної ємності близько 1 ГВт·год (3,6 ТДж) установка має бути кільцем близько 160 км. Вона зазвичай зображується кільцем, хоча на практиці має вигляд прямокутника зі заокругленими кутами. У іншому випадку установка потребуватиме багато місця для розміщення.
- Виробництво — надпровідникові матеріали, як правило, представляють собою тендітну кераміку, до якої не можуть бути застосовані звичні методи виробництва кабельної продукції. Технології спрямовані на нанесення тонких надпровідникових плівок на стабільний носій, але зараз доступні маленькі відрізки надпровідникових провідників.
- Інфраструктура — Поки не винайдені надпровідники, які зберігають надпровідність при кімнатній температурі, кільце з надпровідника повинне бути замкнене у корпус з рідким азотом.
- Критичне магнітне поле - у полі вище певної межі властивість надпровідності зникає.
- Критичний струм - у загальному випадку у системах енергопостачання намагаються максимізувати максимальний робочий струм. Це робить будь-які втрати через неефективність у системі відносно незначними. На жаль, великі струми можуть генерувати магнітні поля більш ніж критичне поле надпровідників. При розробці надпровідників прикладаються зусилля щоб витримати достатній струм, щоб зробити комерційний надпровідниковий магнітний акумулятор економічно життєздатним.

На початку існування технології її використанню заважала висока вартість холодильників. Однак сучасні досягнення зробили її прийнятною для використання у комерційних застосуваннях.